# 阿尔芒·马塞勒
阿尔芒·马塞勒（法語：Armand Marcelle，1905年10月10日—1974年12月26日），法国男子赛艇运动员。他曾代表法国参加1928年夏季奥林匹克运动会赛艇比赛，获得男子双人单桨有舵手银牌。